# Mesarmadillo albescens
Mesarmadillo albescens är en kräftdjursart som beskrevs av Franco Ferrara och Helmut Schmalfuss 1976. Mesarmadillo albescens ingår i släktet Mesarmadillo och familjen Eubelidae. Inga underarter finns listade i Catalogue of Life.